# Loup de Lyon
Loup, en latin Lupus, est un évêque de Lyon du milieu du VIe siècle. Il est Saint de l'Église catholique et il est célébré le 24 septembre.
Il n'est attesté qu'une seule fois par une source contemporaine, en 538, lors du concile d'Orléans. Il est auparavant moine de l'île Barbe. Il n'est pas présent au concile de 541. Il est dit : métropolite.